# Olivia Rossetti Agresti

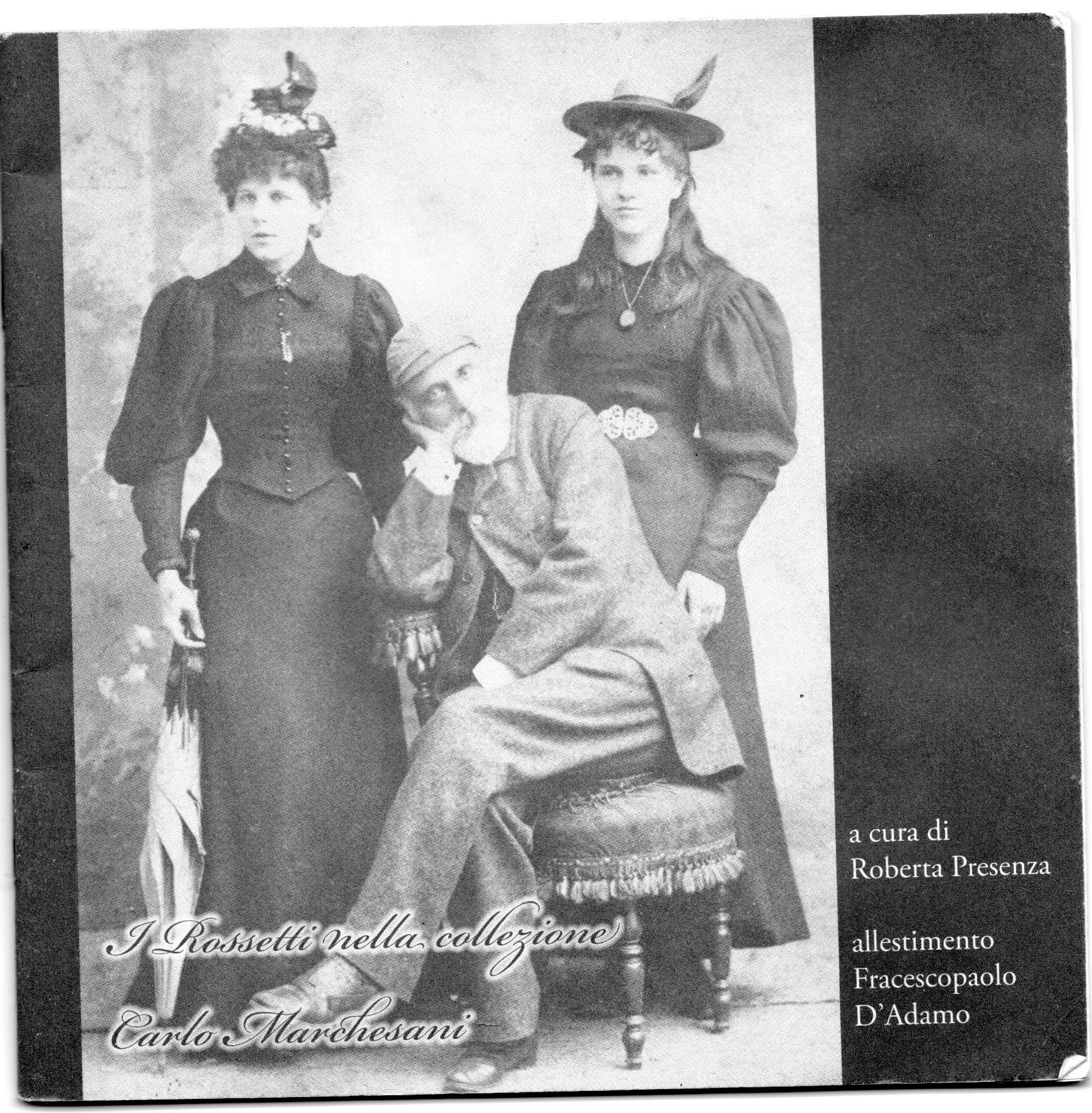
Olivia à gauche, le père William Michael Rossetti et ses filles Olivia et Helen

Olivia Rossetti Agresti (1875-1960) est une militante, auteure, rédactrice et interprète britannique.

## Biographie
Fille de William Michael Rossetti, elle est membre de l'une des familles artistiques et littéraires les plus en vue d'Angleterre. Sa trajectoire politique non conventionnelle commence avec l'Anarchisme, se poursuit avec la Société des Nations et se termine avec le fascisme italien. Son implication avec ce dernier conduit à une importante correspondance et amitié avec Ezra Pound, qui la mentionne deux fois dans ses Cantos.
Alors qu'elles sont encore dans leur enfance, Olivia et sa sœur, la future Helen Rossetti Angeli (1879-1969), commencent à publier un journal anarchiste, The Torch . Des années plus tard, sous le pseudonyme "Isabel Meredith", Olivia et Helen publient A Girl Among the Anarchists, un mémoire quelque peu fictif de leurs jours en tant qu'enfants révolutionnaires précoces.

## Œuvres
- 1903. A Girl Among the Anarchists (co-écrit avec sa sœur Helen sous le pseudonyme "Isabel Meredith"). Londres : Duckworth Press. édition Internet Archive
- 1904. Giovanni Costa: His Life, Work, and Times. Londres : Grant Richards.
- 1920. "LEAGUE OF AGRICULTURE; How Institute David Lubin Founded Will Supplement Greater League of Nations", New York Times, 23 mai, page XX16
- 1922. David Lubin : A Study in Practical Idealism. Boston : Petit, Brown et compagnie. 2e édition, Berkeley et Los Angeles : University of California Press, 1941.
- 1938. The Organization of the Arts and Professions in the Fascist Guild State (co-écrit avec Mario Missiroli ). Rome : Laboremus

## Sources
- Baigorri-Jalón, « Anecdotage of an Interpreter: Olivia Rossetti Agresti (1875-1960) », Pliegos de Yuste, vol. 4, 1,‎ 2006
- Ford Madox Ford, Return to Yesterday, New York, Liveright, 1932 (lire en ligne )
- Pound, Ezra, Agresti, Olivia Rossetti, Tryphonopoulos, Demetres P. et Surette, Leon, "I cease not to yowl": Ezra Pound's letters to Olivia Rossetti Agresti, Urbana, University of Illinois Press, 1998 (ISBN 0-252-02410-9)
- Daniele Varè, The Two Imposters, London, John Murray, 1949